# Trident Javelin 2017

NATO

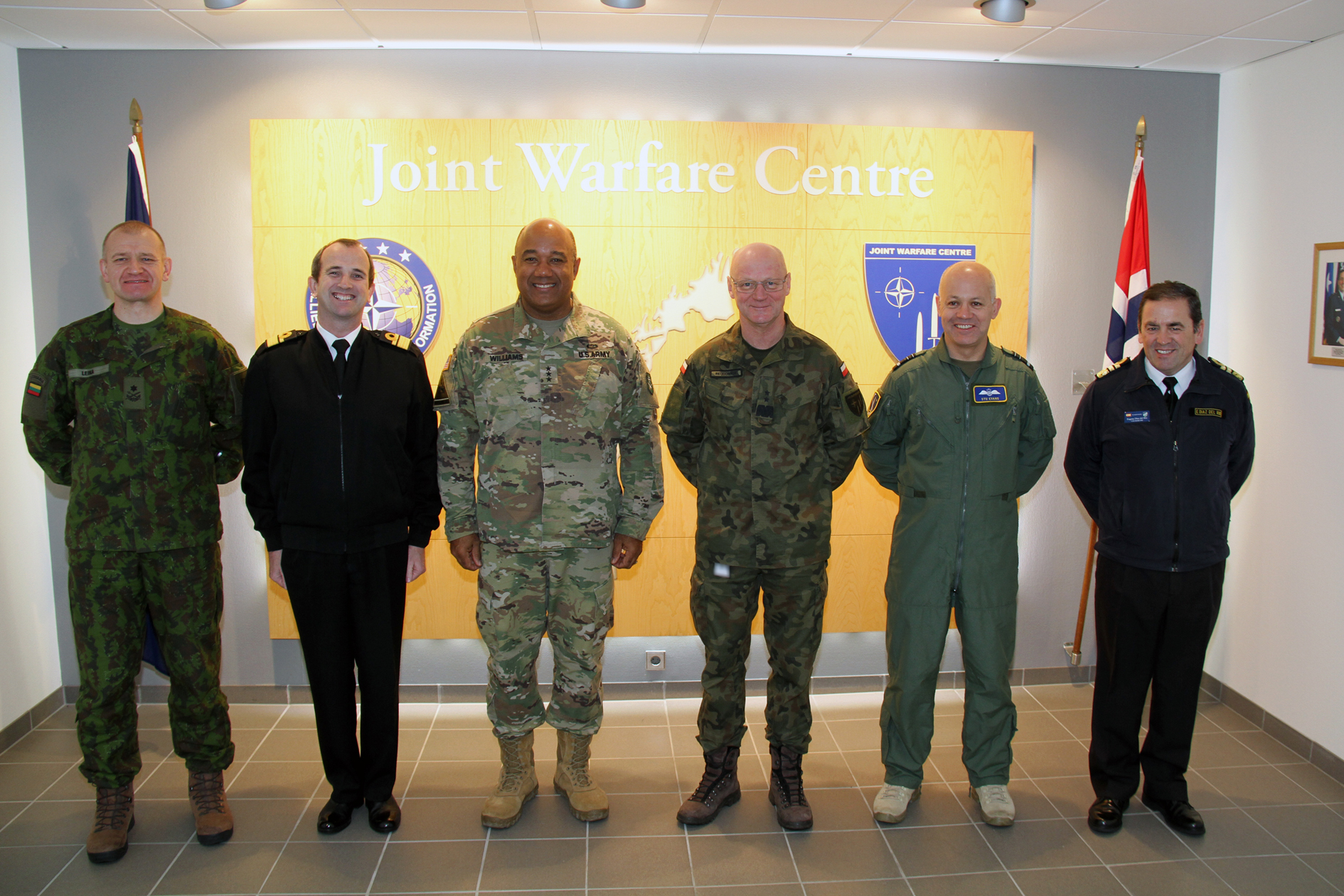
Trident Javelin 2017 Befälskonferens

Trident Javelin 2017 var en militär NATO övning. Som genomfördes i november 2017 och involverarde datorsimuleringar och testade bland annat NATO:s kommando-struktur. Övningen skedde utan soldater, endast datorsimuleringar.